# Palazzo Jacopo da Brescia
Il Palazzo Jacopo da Brescia è un importante edificio rinascimentale di Roma, demolito nel 1936 e ricostruito nel 1940.

## Storia
Il palazzo fu costruito, forse su edifici preesistenti, per il committente Jacopo o Giacomo di Bartolomeo da Brescia, medico di Leone X, tra il 1515 e il 1519. La sua progettazione viene concordemente attribuita a Raffaello. Si trovava a Roma nel rione di Borgo, sul Borgo Nuovo (via Alessandrina), in angolo con Via dell'Elefante (la prosecuzione di Borgo Sant'Angelo), fra piazza Scossacavalli e piazza Rusticucci, in un lotto di forma irregolare. 
Fu demolito per i lavori di realizzazione di via della Conciliazione nel 1936. 
Nel 1940 il palazzo fu ricostruito, con un'altra pianta e volumetria e utilizzando per la facciata materiale originale, su Via Rusticucci in angolo con Via dei Corridori, non lontano dal sito originario.

## Caratteri stilistici
L'edificio aveva come modello il vicino Palazzo Caprini, scomparso alla fine del 500, archetipo del palazzo romano.
La facciata presentava cinque campate con il piano terreno, destinato a botteghe, trattato come un basamento bugnato di peperino a fasce orizzontali e soprastante ammezzato. Il piano nobile, illuminato da finestre ad edicola, era invece scandito da lesene doriche con soprastante trabeazione, così come il soprastante piano attico. I piani superiori presentano uno dei primi esempi a Roma di utilizzo di una cortina di laterizio a vista (accostato in questo caso alle membrature di peperino), in un edificio rappresentativo.
Lo stretto fianco su Via dell'Elefante fu risolto da Raffaello con una serliana di cui fu uno dei primi utilizzatori.